# Eduardo Chozas
Eduardo Chozas Olmo (nascido a 5 de julho de 1960 em Madrid) é um ex ciclista espanhol, profissional entre os anos 1980 e 1993, durante os quais conseguiu 26 vitórias. 
Destacam a 4 vitórias de etapa no Tour de Françe, 3 no Giro de Itália, 2 Voltas a Andaluzia e 1 Volta a Rioja. 
Com 26 Grandes Voltas acabadas, é o segundo ciclista que maiores voltas tem acabado até 2016.
Giro (7) Voltas (13, participou em 14, não acabou em 1984) e Tour (6). Em 1990 e 1991 participou em três Grandes: Volta, Giro e Tour acabando todas (Matteo Tosatto é o ciclista que maiores Voltas tem acabado, soma 28).

## Biografia
Como amador, Eduardo Choças foi campeão de Espanha por equipas em 1978 e terceiro individual em 1979.
Era um corredor bastante completo, conquanto seu terreno preferido era a montanha. Obteve boas classificações finais nas três Grandes Voltas e conseguiu triunfos de etapa em Giro e Tour, mas nunca na Volta.
No Tour de France, seu melhor resultado na classificação geral foi sexto em 1990. Também foi 9º em 1985, 11º em 1991 e 14º em 1985.
No Giro de Itália, seu melhor resultado foi a 8ª praça em 1983. Ademais foi 10º em 1991, 11º em 1990 e 16º em 1981.
Na Volta a Espanha, seu melhor resultado foi a 6ª posição em 1983. Também foi 11º em 1981 e 1991, 14º em 1981.
Depois de sua retirada do ciclismo profissional, criou e administrou as equipas Junior e Elite-Sub23 do P.C. Eduardo Choças.
É Director Técnico da revista Ciclismo a Fundo e comenta ciclismo na cadeia de televisão Eurosport em espanhol desde 2008
É o criador e organizador do Campus de Ciclismo Eduardo Choças "Activa-te" e do Circuito Activa-te de Mountain desde 1994

## Palmarés
| 1979 - Jogos do Mediterráneo, medalha de prata na prova de 100 km Contrarrelógio - de Espanha de Contrarrelógio por Regiões 1980 - 1 etapa na Volta a Alemanha 1981 - 1 etapa da Volta a Astúrias 1983 - Volta a Andaluzia, mais uma etapa GP Camp de Morvedre GP a Rua - Volta à Rioja - 1 etapa do Giro de Itália - Clássica Zaragoza-Sabiñanigo 1984 - 1 etapa da Volta a Valencia - 3º no Campeonato de Espanha em Estrada 1985 - 1 etapa do Tour de France - Hucha de Ouro | 1986 - 1 etapa do Tour de France 1987 - 1 etapa do Tour de France 1990 - Volta a Andaluzia, mais 1 etapa - 1 etapa do Giro de Itália - 1 etapa do Tour de France e Prêmio da Combatividade 1991 - 1 etapa do Giro de Itália - 1 etapa da Volta a Múrcia |

## Resultados em Grandes Voltas
Eduardo Choças é o ciclista que mais vezes tem terminado (26) tem participado (27) nas Grandes Voltas. Durante sua carreira desportiva tem conseguido os seguintes postos nas Grandes Voltas e nos Campeonatos do Mundo em estrada:
| Corrida            | 1980 | 1981 | 1982 | 1983 | 1984 | 1985 | 1986 | 1987 | 1988 | 1989 | 1990 | 1991 | 1992 | 1993 |
| ------------------ | ---- | ---- | ---- | ---- | ---- | ---- | ---- | ---- | ---- | ---- | ---- | ---- | ---- | ---- |
| Giro de Itália     | -    | 16º  | 19º  | 8º   | 45º  | -    | -    | -    | -    | -    | 11º  | 10º  | -    | 32º  |
| Tour de France     | -    | -    | -    | -    | -    | 9º   | 14º  | 25º  | 30º  | -    | 6º   | 11º  | -    | -    |
| Volta a Espanha    | 36º  | 11º  | 14º  | 6º   | Ab.  | 29º  | 24º  | 36º  | 67º  | 24º  | 33º  | 11º  | 43º  | 22º  |
| Mundial em Estrada | Ab.  | -    | -    | 23º  | -    | Ab.  | 48º  | -    | -    | -    | 48º  | 49º  | -    | -    |

-: não participa
Ab.: abandono

## Equipas
- Zor (1980-1984)
- Reynolds (1985)
- Teka (1986-1987)
- Kelme (1988)
- ONZE (1989-1991)
- Artiach (1992-1993)